# Кот-д’Ивуар на летних Олимпийских играх 2016
Кот-д’Ивуар на летних Олимпийских играх 2016 года был представлен 12 спортсменами в 6 видах спорта. Знаменосцем сборной Кот-д’Ивуара на церемонии открытия Игр стала двукратный призёр чемпионата мира 2013 года в спринтерском беге легкоатлетка Мюриэль Ауре, а на церемонии закрытия — стрелок из лука Филипп Куасси, который выбыл из борьбы за медали в первом раунде, уступив французу Жану-Шарлю Валладону.
Игры 2016 года для Кот-д’Ивуара стали тринадцатыми в истории и ранее лишь легкоатлету Габриэлю Тиако удавалось завоевать олимпийскую медаль, став вторым в 1984 году в беге на 400 метров. В Рио-де-Жанейро медальную копилку Кот-д’Ивуара пополнили тхэквондисты. Чейк Салах Сиссе стал первым в истории страны чемпионом Олимпийских игр, завоевав золото в категории до 80 кг, а Рут Гбагби выиграла бронзовую медаль в весовой категории до 67 кг. По итогам Олимпийских игр сборная Кот-д’Ивуара с двумя наградами заняла 51-е место в неофициальном медальном зачёте.

## Медали
| Золото |                   |                               |            |
| №      | Спортсмены        | Вид спорта (дисциплина)       | Дата       |
| 1      | Шейк Саллах Сиссе | Тхэквондо (до 80 кг, мужчины) | 19 августа |
| Бронза |                   |                               |            |
| №      | Спортсмены        | Вид спорта (дисциплина)       | Дата       |
| 1      | Рут Гбагби        | Тхэквондо (до 67 кг, женщины) | 19 августа |

## Состав сборной
Дзюдо
1. Зулейха Дабонне

 Лёгкая атлетика
1. Юа Вильфрид Коффи
2. Бен Юссеф Мейте
3. Мюриэль Ауре
4. Мари-Жозе Та Лу

 Плавание
1. Тибо Даньо
2. Талита Те Флан

 Стрельба из лука
1. Филипп Куасси

 Тхэквондо
1. Шейк Саллах Сиссе
2. Рут Гбагби
3. Мамина Коне

 Фехтование
1. Гбахи Гвладис Сакоа

## Результаты соревнований

### Водные виды спорта

#### Плавание
В следующий раунд на каждой дистанции проходят спортсмены, показавшие лучший результат, независимо от места, занятого в своём заплыве.
Мужчины
| Дистанция                 | Спортсмены | Предварительный раунд | Предварительный раунд | Предварительный раунд | Полуфинал            | Полуфинал            | Полуфинал            | Финал                | Финал                |
| Дистанция                 | Спортсмены | Заплыв                | Результат             | Место                 | Заплыв               | Результат            | Место                | Результат            | Место                |
| ------------------------- | ---------- | --------------------- | --------------------- | --------------------- | -------------------- | -------------------- | -------------------- | -------------------- | -------------------- |
| 100 метров вольным стилем | Тибо Даньо | 1                     | 52,78                 | 54                    | завершил выступление | завершил выступление | завершил выступление | завершил выступление | завершил выступление |

Женщины
| Дистанция                 | Спортсмены     | Предварительный раунд | Предварительный раунд | Предварительный раунд | Полуфинал     | Полуфинал     | Полуфинал     | Финал     | Финал |
| Дистанция                 | Спортсмены     | Заплыв                | Результат             | Место                 | Заплыв        | Результат     | Место         | Результат | Место |
| ------------------------- | -------------- | --------------------- | --------------------- | --------------------- | ------------- | ------------- | ------------- | --------- | ----- |
| 800 метров вольным стилем | Талита Те Флан |                       |                       |                       | Не проводится | Не проводится | Не проводится |           |       |

### Дзюдо
Соревнования по дзюдо проводились по системе с выбыванием. В утешительные раунды попадали спортсмены, проигравшие полуфиналистам турнира. Два спортсмена, одержавших победу в утешительном раунде, в поединке за бронзу сражались с дзюдоистами, проигравшими в полуфинале.
Женщины
| Категория | Спортсмены      | 1/16 финала        | 1/8 финала               | Четвертьфинал         | Полуфинал             | Финал                 | Место |
| Категория | Спортсмены      | Соперник Результат | Соперник Результат       | Соперник Результат    | Соперник Результат    | Соперник Результат    | Место |
| --------- | --------------- | ------------------ | ------------------------ | --------------------- | --------------------- | --------------------- | ----- |
| до 57 кг  | Зулейха Дабонне | не участвовала     | JPNК. Мацумото П 000:101 | завершила выступление | завершила выступление | завершила выступление | 9     |

### Лёгкая атлетика
Мужчины
Беговые дисциплины
| Дисциплина        | Спортсмен         | Предварительный раунд | Предварительный раунд | Предварительный раунд | Четвертьфиналы | Четвертьфиналы | Четвертьфиналы | Полуфиналы | Полуфиналы | Полуфиналы | Финал | Финал |
| Дисциплина        | Спортсмен         | Забег                 | Время                 | Место                 | Забег          | Время          | Место          | Забег      | Время      | Место      | Время | Место |
| ----------------- | ----------------- | --------------------- | --------------------- | --------------------- | -------------- | -------------- | -------------- | ---------- | ---------- | ---------- | ----- | ----- |
| бег на 100 метров | Бен Юссеф Мейте   |                       |                       |                       |                |                |                |            |            |            |       |       |
| бег на 100 метров | Юа Вильфрид Коффи |                       |                       |                       |                |                |                |            |            |            |       |       |
| бег на 200 метров | Юа Вильфрид Коффи |                       |                       |                       |                |                |                |            |            |            |       |       |

Женщины
Беговые дисциплины
| Дисциплина        | Спортсмен       | Предварительный раунд | Предварительный раунд | Предварительный раунд | Четвертьфиналы | Четвертьфиналы | Четвертьфиналы | Полуфиналы | Полуфиналы | Полуфиналы | Финал | Финал |
| Дисциплина        | Спортсмен       | Забег                 | Время                 | Место                 | Забег          | Время          | Место          | Забег      | Время      | Место      | Время | Место |
| ----------------- | --------------- | --------------------- | --------------------- | --------------------- | -------------- | -------------- | -------------- | ---------- | ---------- | ---------- | ----- | ----- |
| бег на 100 метров | Мари-Жозе Та Лу |                       |                       |                       |                |                |                |            |            |            |       |       |
| бег на 100 метров | Мюриэль Ауре    |                       |                       |                       |                |                |                |            |            |            |       |       |
| бег на 200 метров | Мари-Жозе Та Лу |                       |                       |                       |                |                |                |            |            |            |       |       |
| бег на 200 метров | Мюриэль Ауре    |                       |                       |                       |                |                |                |            |            |            |       |       |

### Стрельба из лука
В квалификации соревнований лучники выполняют 12 серий выстрелов по 6 стрел с расстояния 70-ти метров. По итогам предварительного раунда составляется сетка плей-офф, где в 1/32 финала 1-й номер посева встречается с 64-м, 2-й с 63-м и.т.д. В поединках на выбывание спортсмены выполняют по три выстрела. Участник, набравший за эту серию больше очков получает 2 очка. Если же оба лучника набрали одинаковое количество баллов, то они получают по одному очку. Победителем пары становится лучник, первым набравший 6 очков.
Мужчины
| Соревнование              | Спортсмены    | Квалификация | Квалификация | 1/32 финала                 | 1/16 финала          | 1/8 финала           | Четвертьфинал        | Полуфинал            | Финал                | Место |
| Соревнование              | Спортсмены    | Результат    | Место        | Соперник Результат          | Соперник Результат   | Соперник Результат   | Соперник Результат   | Соперник Результат   | Соперник Результат   | Место |
| ------------------------- | ------------- | ------------ | ------------ | --------------------------- | -------------------- | -------------------- | -------------------- | -------------------- | -------------------- | ----- |
| индивидуальное первенство | Филипп Куасси | 634          | 57           | FRAЖ.-Ш. Валладон (8) П 4:6 | завершил выступление | завершил выступление | завершил выступление | завершил выступление | завершил выступление | 33    |

### Тхэквондо
Соревнования по тхэквондо проходят по системе с выбыванием. Для победы в турнире спортсмену необходимо одержать 4 победы. Тхэквондисты, проигравшие по ходу соревнований будущим финалистам, принимают участие в утешительном турнире за две бронзовые медали.
Мужчины
| Категория   | Спортсмены | Первый раунд       | Четвертьфинал      | Полуфинал          | Финал              | Место |
| Категория   | Спортсмены | Соперник Результат | Соперник Результат | Соперник Результат | Соперник Результат | Место |
| ----------- | ---------- | ------------------ | ------------------ | ------------------ | ------------------ | ----- |
| свыше 80 кг |            |                    |                    |                    |                    |       |

Женщины
| Категория   | Спортсмены | Первый раунд       | Четвертьфинал      | Полуфинал          | Финал              | Место |
| Категория   | Спортсмены | Соперник Результат | Соперник Результат | Соперник Результат | Соперник Результат | Место |
| ----------- | ---------- | ------------------ | ------------------ | ------------------ | ------------------ | ----- |
| до 67 кг    |            |                    |                    |                    |                    |       |
| свыше 67 кг |            |                    |                    |                    |                    |       |

### Фехтование
В индивидуальных соревнованиях спортсмены сражаются три раунда по три минуты, либо до того момента, как один из спортсменов нанесёт 15 уколов. В командных соревнованиях поединок идёт 9 раундов по 3 минуты каждый, либо до 45 уколов. Если по окончании времени в поединке зафиксирован ничейный результат, то назначается дополнительная минута до «золотого» укола.
Женщины
| Соревнование         | Спортсмены               | 1/32 финала        | 1/16 финала               | 1/8 финала            | Четвертьфинал         | Полуфинал             | Финал                 | Место |
| Соревнование         | Спортсмены               | Соперник Результат | Соперник Результат        | Соперник Результат    | Соперник Результат    | Соперник Результат    | Соперник Результат    | Место |
| -------------------- | ------------------------ | ------------------ | ------------------------- | --------------------- | --------------------- | --------------------- | --------------------- | ----- |
| индивидуальная шпага | Гбахи Гвладис Сакоа (25) | не участвовала     | CHNСунь Ивэнь (8) П 11:15 | завершила выступление | завершила выступление | завершила выступление | завершила выступление | 28    |